# Azotobacter
Genre
Azotobacter  est un genre de bactéries appartenant à la classe des Gammaproteobacteria. Les cellules sont ovoïdes et relativement larges (2 à 4 µm, jusqu'à 6 µm). Ces bactéries sont des aérobies strictes, hétérotrophes et présentent la capacité de fixer l'azote atmosphérique. En l’absence de nourriture, la cellule peut s’entourer d’une enveloppe épaisse résistant à la sécheresse : cyste ou kyste. Ceux-ci sont remplis de poly-β-hydroxybutyrates (PHB) qui sont utilisés par les bactéries en cas de stress environnementaux comme source de stockage d’énergie.
Les Azotobacter peuvent être isolés du sol et de l’eau. Dans le sol, ces bactéries sont présentes en quantité importante au niveau de la rhizosphère, à proximité des racines des plantes.

## Activité métabolique
Les bactéries du genre Azotobacter sont dites diazotrophes, c'est-à-dire qu’elles peuvent fixer l’azote atmosphérique à l'état libre, contrairement à celle du genre Rhizobium qui doivent être associées aux légumineuses pour pouvoir réaliser cette fixation. Elles sont chimioorganotrophes, aérobies.
Azotobacter vinelandii possèdent plusieurs spécificités, notamment la capacité de fixer l’azote atmosphérique en présence d’oxygène. 
Pour cela, elle synthétise une protéine FeSII, aussi appelée protéine Shethna qui grâce à ses acides aminés lysine et histidine, protège la nitrogénase de l’oxygène. 
Cependant, ces bactéries non symbiotiques fixent environ 100 fois moins d’azote atmosphérique que celles qui le sont. Également, pour fixer cet azote atmosphérique, elles ont besoin d’énergie et d’un pouvoir réducteur conséquent. Ainsi, pour fixer un gramme d’azote, il leur faut environ 8 à 12 grammes de glucose et ceux-ci sont fournis par la dégradation des déchets organiques dont les bactéries disposent dans leur environnement. 
Les bactéries symbiotiques sont avantagées pour la fixation de l’azote grâce à l’environnement dans lequel elles se trouvent. En effet, les nodules racinaires sont des lieux peu riche en oxygène et fortement concentrés en produit de la photosynthèse, ce qui leur est doublement favorable. Ces dernières ont également une molécule protégeant la nitrogénase de l’action de l’oxygène : la léghémoglobine.
Une autre particularité de ces bactéries est qu’elles ne synthétisent non pas une seule nitrogénase mais 3 types de nitrogénases différentes. Ces protéines sont  constituées de deux parties protéiques appelée dinitrogénase et dinitrogénase réductase.
La première contient du fer et du molybdène (cofacteur FeMo), qui permet la réduction de l’azote moléculaire en ammoniaque.
Elle est formée également d'un tétramère α2β2 avec α d'un poids de 59 kDa et β de 54 kDa. 
La deuxième permet à la dinitrogénase de fonctionner en lui transférant des électrons en présence d’ATP. Ces électrons, pour Azotobacter vinelandii, proviennent d'une flavodoxine. Cette dinitrogénase réductase est formée d'un dimère γ2 avec γ ayant un poids moléculare de 30 à 32 kDa. Les électrons de la dinitrogénase réductase sont transmis un à un au cofacteur FeMo de la dinitrogénase, et ce jusqu'à ce que ce dernier puisse réduire en une seule fois N2. Il faut savoir que pour qu’elle fonctionne, il faut environ 12 à 16 molécules d’ATP à la nitrogénase pour fixer une molécule de diazote. 
Il existe une autre forme contenant du vanadium (Vfe) à la place du molybdène (toutefois moins efficace que celle contenant le molybdène) et même des nitrogénase contenant uniquement du fer (FeFe) dans sa composition. Celle-ci est encore moins efficace que les deux autres.
Mais du point de vue génétique, les gènes de structure de ces enzymes sont légèrement différents, mais permettent tout de même la synthèse d’enzymes qui sont similaires à celle conventionnelle.
L'équation de l'assimilation de l'azote atmosphérique est la suivante:
N2+8e+8H++16ATP→2NH3+H2+16ADP+16Pi

## Intérêts pour l'Agriculture
La compréhension du mécanisme de fixation de l’azote par ces bactéries présente un intérêt pour l’agriculture car Azotobacter participe à la fertilisation du sol.
- Azotobacter armeniacus
- Azotobacter beijerinckii
- Azotobacter chroococcum
- Azotobacter nigricans
- Azotobacter salinestris
- Azotobacter vinelandii